# 양평 신복리 강맹경 묘역
양평 신복리 강맹경 묘역(楊平 新福里 姜孟卿 墓域)은 대한민국 경기도 양평군 옥천면 신복리에 있는, 조선 전기의 문신 문경공 강맹경(1410년 ∼ 1461년) 선생의 묘소이다. 1994년 12월 24일 경기도의 기념물 제154호로 지정되었다.

## 개요
조선 전기의 문신 문경공 강맹경(1410년 ∼ 1461년) 선생의 묘소이다.
강맹경은 세종 8년(1426년)에 진사시에 합격하고 1429년에 병과로 과거에 급제하였다. 이후 예문관 제학, 의정부 우참찬 등 여러 관직을 거쳐 세조 5년(1459년)에는 영의정이 되었다. 수양대군(뒤의 세조)이 단종의 왕위를 찬탈하는 과정에서 협력한 공을 인정받아 좌익공신 2등에 책정되고 진산부원군에 봉해졌다.
묘역은 크게 봉분·묘비·상석이 있는 부분과 장명등(長明燈:무덤 앞에 있는 돌로 만든 등)·문인석이 있는 부분으로 구분된다. 오른쪽 무인석 뒤에는 신도비(神道碑:왕이나 고관 등의 평생 업적을 기리기 위해 무덤 근처 길가에 세우던 비)가 있는데, 신숙주가 글을 짓고 강희안이 글씨를 써서 세조 8년(1462년)에 세운 것이다.

## 같이 보기
- 강맹경

## 참고 문헌
- 양평신복리강맹경묘역 - 국가유산청 국가유산포털